# Maorineta
Maorineta is een geslacht van spinnen uit de familie hangmatspinnen (Linyphiidae). 

## Soorten
De volgende soorten zijn bij het geslacht ingedeeld:
- Maorineta acerba Millidge, 1988
- Maorineta ambigua Millidge, 1991
- Maorineta gentilis Millidge, 1988
- Maorineta minor Millidge, 1988
- Maorineta mollis Millidge, 1988
- Maorineta sulcata Millidge, 1988
- Maorineta tibialis Millidge, 1988
- Maorineta tumida Millidge, 1988